# Aladin Reibel
Pour les articles homonymes, voir Reibel.
Éric Reibel, dit Aladin Reibel, est un acteur français, né le 20 mai 1960 à Strasbourg.

## Filmographie

### Cinéma

#### Longs métrages
- 1986 : Buisson ardent de Laurent Perrin
- 1987 : Vent de panique de Bernard Stora
- 1987 : Il est génial papy ! de Michel Drach
- 1988 : Vent de galerne de Bernard Favre
- 1990 : Sushi sushi de Laurent Perrin
- 1992 : Mensonge de François Margolin
- 1992 : Et demain ... Hollywood de Jean-François Villemer
- 1993 : Neuf mois de Patrick Braoudé
- 1994 : Consentement mutuel de Bernard Stora
- 1995 : Le Cri de Tarzan de Thomas Bardinet
- 1995 : La Fille seule de Benoît Jacquot
- 1997 : Marie Baie des Anges de Manuel Pradal
- 1997 : Julie est amoureuse de Vincent Dietschy
- 2000 : Le Secret de Virginie Wagon
- 2002 : Qui a tué Bambi ? de Gilles Marchand
- 2003 : Petites coupures de Pascal Bonitzer
- 2009 : Partir de Catherine Corsini
- 2011 : RIF de Franck Mancuso
- 2011 : De bon matin de Jean-Marc Moutout
- 2011 : L'Ordre et la Morale de Mathieu Kassovitz
- 2012 : Ici-bas de Jean-Pierre Denis
- 2013 : Amitiés sincères de Stéphan Archinard et François Prévôt-Leygonie
- 2018 : La Ch'tite Famille de Dany Boon
- 2018 : Monsieur je-sais-tout de Stéphan Archinard et François Prévôt-Leygonie

#### Courts métrages
- 1989 : La Jalousie de Christophe Loizillon
- 1991 : Caroline et ses amis de Thomas Bardinet
- 1992 : Le Vol du frère de Guillaume Bréaud
- 1993 : Armand ! ma promenade ! de Marc Bodin-Joyeux
- 1995 : Un bel après-midi d'été d'Artus de Penguern
- 1999 : Écho de Frédéric Roullier-Gall
- 2005 : Première Séance, court métrage de Louis-Do de Lencquesaing - rôle : Maurice (d'après son propre récit)

### Télévision
- 1993 : Seconde B : le professeur de français Pierre Jasmin
- 1996 : Cœur de cible de Laurent Heynemann
- 1999 : Les Montagnes Bleues: Filou
- 2000 : Élisabeth : Ils sont tous nos enfants de Pasquale Squitieri : le commissaire Moran
- 2000 : L'Algérie des chimères
- 2000 : Maigret voit double de François Luciani
- 2002 : L'Été rouge : Julien Lacroix
- 2002 à 2004 : Quelle Aventure ! : 3 épisodes
- 2003 : Père et maire, épisode Association de bienfaiteurs : Émile Dubois
- 2004 : La battante : Laurent Rieux
- 2005 : Le Triporteur de Belleville : Le commandant Braumann
- 2005 : La Parenthèse interdite de David Delrieux
- 2005 : Une femme d'honneur : Alain Dubreuil
- 2006 : Chasse à l'homme d'Arnaud Sélignac
- 2006 : Opération Rainbow Warrior : Bachelor
- 2007 : Les Prédateurs de Lucas Belvaux
- 2008 : Avalanche de Jörg Lühdorff : le grand-père
- 2009 : La Reine morte de Pierre Boutron
- 2009 : Douce France de Stéphane Giusti
- 2010 : Notre Dame des barjots d'Arnaud Sélignac
- 2010 : Double Enquête de Pierre Boutron
- 2010 : Boulevard du Palais, épisode Trop jeune pour toi de Thierry Petit
- 2010 : Vieilles Canailles, d'Arnaud Sélignac
- 2011 : Mister Bob de Thomas Vincent
- 2014 : Le Sang de la vigne, épisode Vengeances tardives en Alsace réalisé par Marc Rivière : Edgar Loewen
- 2014 : Le Sang de la vigne, épisode Massacre à la sulfateuse réalisé par Régis Musset : Edgar Loewen
- 2015 : Meurtres au Mont Ventoux de Thierry Peythieu
- 2015 : Mongeville, épisode 7 d'Hervé Brami
- 2016 : Le Sang de la vigne, épisode Le vin nouveau n'arrivera pas : Edgar Loewenn
- 2018 : Meurtres en Cornouaille de Franck Mancuso : Gilles Goadec
- 2019 : La Part du soupçon de Christophe Lamotte
- 2020 : La Garçonne de Paolo Barzman : M. Vandel
- 2022 : Meurtres à Amiens de Vincent Trisolini
- 2023 : À l'instinct de Myriam Vinocour : Yves Le Cam

## Théâtre
- 1990 : Le Voyage d’Henry Bernstein, mise en scène Robert Cantarella, Théâtre 13, Théâtre de Nice
- 1992 : Le Siège de Numance de Miguel de Cervantès, mise en scène Robert Cantarella, Festival d'Avignon
- 1993 : Lettre d'Alcibiade à sa psychanalyste de Michel Azama, Naître renaître de Roland Fichet, mise en scène Robert Cantarella, Festival d'Avignon
- 1994 : Les petites coquines
- 2024 : Du charbon dans les veines de Jean-Philippe Daguerre, mise en scène de l'auteur, théâtre Le chien qui fume, festival off d'Avignon